# Andries Nieman
Andries Nieman est un boxeur sud-africain né le 11 septembre 1927 à Bloemfontein et mort le 13 août 2009 à Postmasburg.

## Biographie
Andries Nieman participe aux Jeux olympiques d'été de 1952 en combattant dans la catégorie des poids lourds et remporte la médaille de bronze.

## Palmarès

### Jeux olympiques
- Médaille de bronze en +81 kg en 1952 à Helsinki, Finlande